# Videbæk Kommune
| Strukturdaten       | Strukturdaten             |
| ------------------- | ------------------------- |
| Sitz der Verwaltung | Videbæk                   |
| Fläche              | 289,19 km²                |
| Einwohner           | 12.107 (2006)             |
| Kommune seit 2007   | Ringkøbing-Skjern Kommune |

Videbæk Kommune war bis Dezember 2006 eine dänische Kommune im damaligen Ringkjøbing Amt in Jütland. Seit Januar 2007 wurde sie mit den Gemeinden Holmsland, Ringkøbing, Skjern und Egvad zur Ringkøbing-Skjern Kommune zusammengeschlossen.
Videbæk Kommune entstand im Zuge der Verwaltungsreform von 1970 und umfasste folgende Sogn:
- Brejning Sogn
- Herborg Sogn
- Nørre Vium Sogn
- Troldhede Sogn
- Videbæk Sogn
- Vorgod Sogn